# Loïc Guénin
Loïc Guénin est un compositeur, musicien improvisateur, percussionniste et plasticien français né à Noisy-le-Grand en 1976.

## Biographie
Loïc Guénin grandit dans la ferme familiale berrichonne où il reçoit une éducation proche de la nature et de l'écologie citoyenne.
Après des études de musicologie, d'ethnomusicologie et de musicologie à la Faculté François Rabelais de Tours, il enseigne la musique et l'histoire de l'art en collège et lycée pendant treize ans. Il invente un dispositif d'enseignement, le cursus CREA (création, recherche et expérimentations artistiques)[réf. nécessaire], permettant à artistes et élèves de travailler ensemble.
En 2014, il démissionne de l'Éducation nationale pour se consacrer à son travail de compositeur et d'artiste sonore et répondre aux commandes qui lui sont passées[réf. nécessaire].
Il fonde son travail sur la notion de pleine écoute et se réfère souvent à la pensée et aux écrits de la philosophie transcendantale (Henry David Thoreau). Dans une nouvelle approche de l'écologie sonore, il développe une partition graphique singulière prenant appui sur les architectures formelles, sociales et sonores des lieux qui lui passent commande.
En 2017, il est le fondateur, avec Eric Brochard, du duo NOORG.
Pour son projet Walden [lieu], il s'inspire de l'essai Walden ou la Vie dans les bois de Thoreau pour composer un cycle de pièce mixte,.
Il travaille avec différents ensembles et musiciens : Ars Nova, L'Instant Donné, C Barré, Bertrand Cuiller, Serge Teyssot-Gay, Nacera Belaza, Vincent Beaume et ERikm. Il assure la coordination artistique de la Compagnie Le Phare à Lucioles et du M![lieu]. En 2018 et 2019, il est compositeur associé à l'Arsenal, Cité musicale de Metz.

## Œuvres

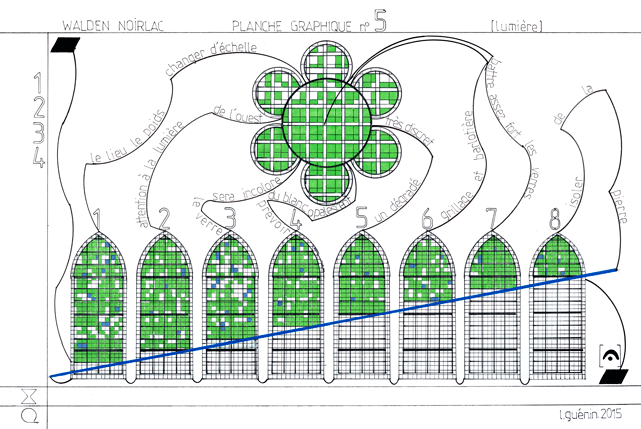
Walden Noirlac

- 2015 : Walden Marseille[9], pour clarinette, cymbalum, percussions et électroacoustique (commande du GMEM-Centre National de Création Musicale de Marseille)
- 2015 : Walden Noirlac[9], pour voix, flûte, alto, harpe et électroacoustique (commande de l'Abbaye de Noirlac)
- 2016 : Walden La Vergne[réf. souhaitée], pour voix, flûte, alto, harpe et électroacoustique (commande de la Maison du comédien)
- 2016 : Walden La Brière, pour voix, flûte, alto, harpe et électroacoustique (commande du centre Athenor Saint Nazaire)
- 2016 : Chemins, pour percussions et électroacoustique ;
- 2017 : Walden Jardins de Royaumont[9] pour voix, flûte, alto, harpe et électroacoustique (commande de la Fondation Royaumont)
- 2017 : Walden Gonesse, pour clarinette, alto, percussions et électroacoustique (commande de la Fondation Royaumont)
- 2017 : Marcher dessus le paysage, pour musiciens, danseurs et photographe (commande de la Scène Nationale de Gap)
- 2017 : Chemin Agadir, pour percussions et électroacoustique (commande de l'Institut français du Maroc)
- 2018 : Noorg Plexus
- 2019 : A Web a Limb a Wire[13] (pour NOORG, avec l'ensemble l'Instant Donné)